# Ducati MotoGP Team

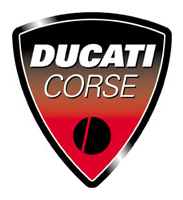
Logo von Ducati Corse

Das Ducati MotoGP Team ist das Werksteam des italienischen Motorradherstellers Ducati in der MotoGP-Klasse der Motorrad-Weltmeisterschaft.
Innerhalb des Konzerns ist es der Rennabteilung Ducati Corse unterstellt. Der offizielle Teamname lautet Ducati Lenovo Team, benannt nach dem Hauptsponsor Lenovo, einem chinesischen Technologieunternehmen.
Das Motorrad des Teams ist die Ducati Desmosedici. Bis Ende 2009 war der Italiener Livio Suppo Teamchef. Seit 2014 bekleidet sein Landsmann Luigi Dall’Igna diese Position. In der Saison 2007 gewann der Australier Casey Stoner den Weltmeistertitel in der MotoGP-Klasse und sicherte dem Team, zusammen mit seinem Teamkollegen Loris Capirossi, die Titel in der Team- und in der Konstrukteurswertung.
2020 wurde Ducati zum zweiten Mal Konstrukteursweltmeister. Dieser Erfolg konnte danach viermal in Folge wiederholt werden. In der Saison 2022 holte das Team nach 15 Jahren den Weltmeistertitel mit Francesco Bagnaia. Der Titel konnte im folgenden Jahr verteidigt werden. Dazu holte das Team in den Jahren 2022 und 2024 den Titel in der Teamwertung.

## Geschichte

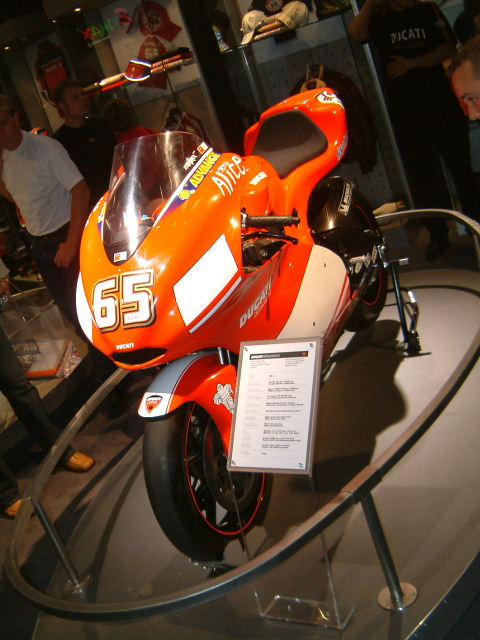
Desmosedici GP3

### Anfänge
Nachdem beschlossen wurde, dass zur Saison 2002 die 500-cm³-Klasse der Motorrad-Weltmeisterschaft zur MotoGP-Klasse werden und das technische Reglement Viertakter erlauben sollte, entschied sich Ducati ein eigenes MotoGP-Projekt auf die Beine zu stellen. Im Jahr 2002 entwickelte man einen eigenen 990-cm³-Prototyp, den man Desmosedici taufte. Als Antrieb des Motorrades diente ein wassergekühlter 90°-V4-Motor mit 16 desmodromisch betätigten Ventilen, der Drehzahlen über 13.000/min erlaubte. Von Anfang an zählte dieser zu den stärksten im gesamten MotoGP-Feld und führte regelmäßig die Top-Speed-Ranglisten an. Die Entwicklung auf der Strecke übernahmen während des Jahres Testfahrer Vittoriano Guareschi und der Australier Troy Bayliss, der zu dieser Zeit noch Superbike-Weltmeisterschaft für Ducati fuhr, später stieß noch Loris Capirossi dazu, der 2002 noch für Honda MotoGP gefahren war.

### 2000er Jahre

#### 2003
Die Saison 2003 bestritten Bayliss und Capirossi als Stammfahrer. Beim offiziellen Abschlusstest in Barcelona ließ Loris Capirossi die versammelte Konkurrenz der großen japanischen Werke hinter sich. Beim ersten Saisonlauf in Japan konnte Capirex auf Anhieb den dritten Platz belegen. Beim dritten Rennen, dem Grand Prix von Spanien in Jerez, schafften Capirossi und Bayliss die erste Doppel-Pole. Beim Grand Prix von Katalonien in Barcelona gelang Capirossi sogar der erste Sieg für den Neueinsteiger. In der WM-Gesamtwertung errangen Capirossi und Bayliss die Ränge vier und sechs.

#### 2004

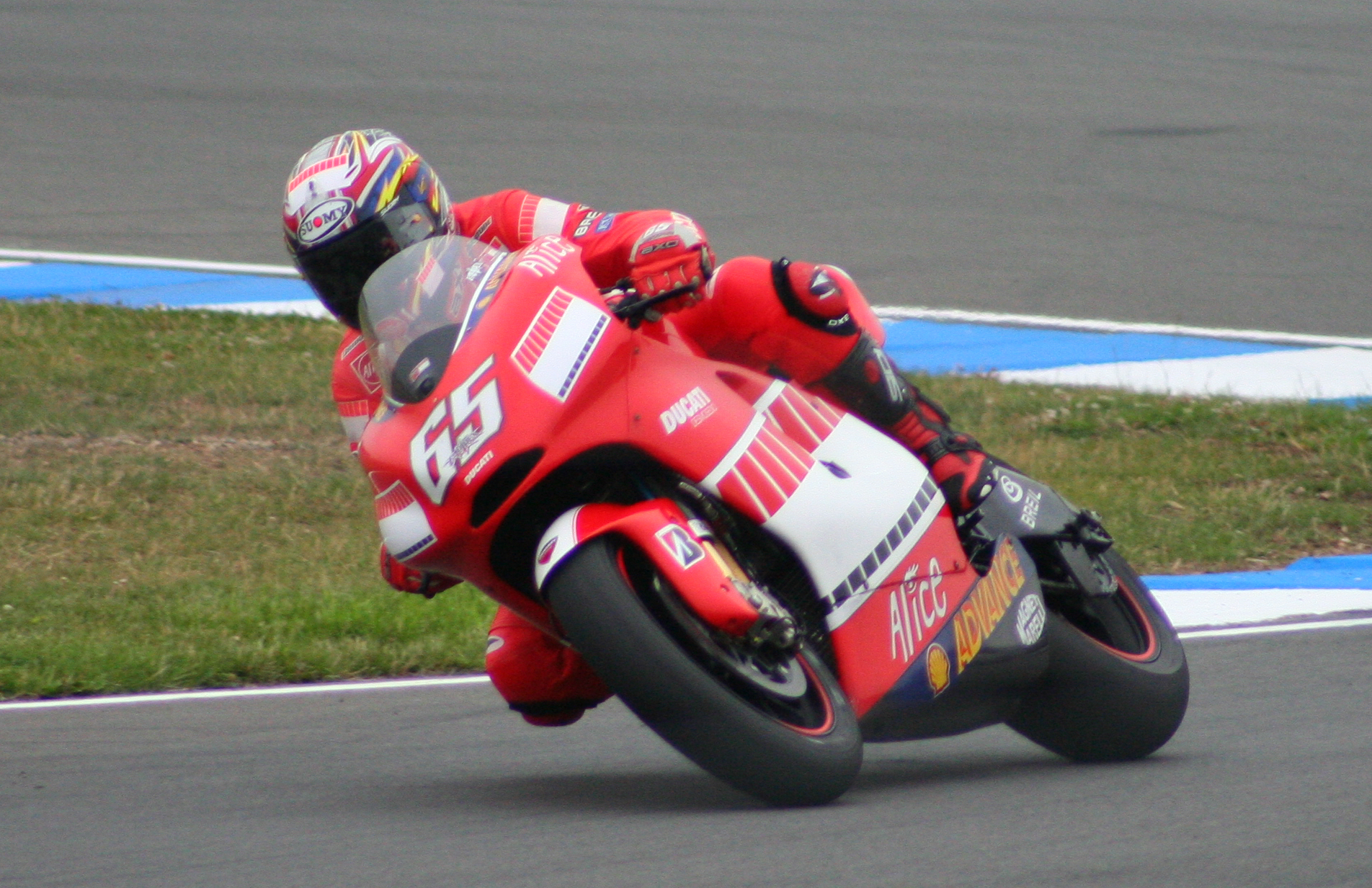
Loris Capirossi 2005

Für die Saison 2004 behielt man die Fahrerpaarung bei. Das Motorrad wurde weiterentwickelt und die Leistung wurde gesteigert, die Fahrbarkeit verbesserte sich jedoch nicht. Troy Bayliss sagte, nachdem er mit dem neuen Motorrad gefahren war, sinngemäß: „Das einzige, was wir nicht wollten, war noch mehr Power – jetzt haben wir sie.“. Beim Vorsaisontest in Barcelona stellte Loris Capirossi mit 347,4 km/h den Geschwindigkeitsrekord für MotoGP-Bikes auf. Zur Mitte der Saison setzte man eine komplett überarbeitete Version des Bikes ein, die Spitzenleistung sank und die Kraftentfaltung wurde sanfter. Dadurch verbesserte sich das Handling stark und auch die Resultate zeigten einen Aufwärtstrend. Dennoch errangen beide Fahrer jeweils nur einen dritten Platz. Die Teamleitung suchte die Schuld vor allem bei den Fahrern und trennte sich am Saisonende schließlich im Streit von Troy Bayliss.

#### 2005
In der Saison 2005 wurde der Spanier Carlos Checa Nachfolger von Troy Bayliss. Eine weitere Neuerung waren die Bridgestone-Reifen, nachdem man die vorigen beiden Jahre auf Michelin gefahren war. Das Motorrad, die GP05, war eine Weiterentwicklung des Vorjahresmotorrades, bei der Entwicklung lag das Hauptaugenmerk wieder auf der Verbesserung des Handlings. Das Hauptproblem der Saison waren die schwankenden Leistungen der Reifen. Einerseits konnte Capirossi zwar die Rennen in Japan und Malaysia gewinnen, andererseits kam man aber oft nicht einmal unter die ersten zehn. Dennoch war in der Saison 2005 eine klare Verbesserung zur Vorsaison zu sehen und Capirossi belegte immerhin den sechsten Platz in der WM-Gesamtwertung.

#### 2006

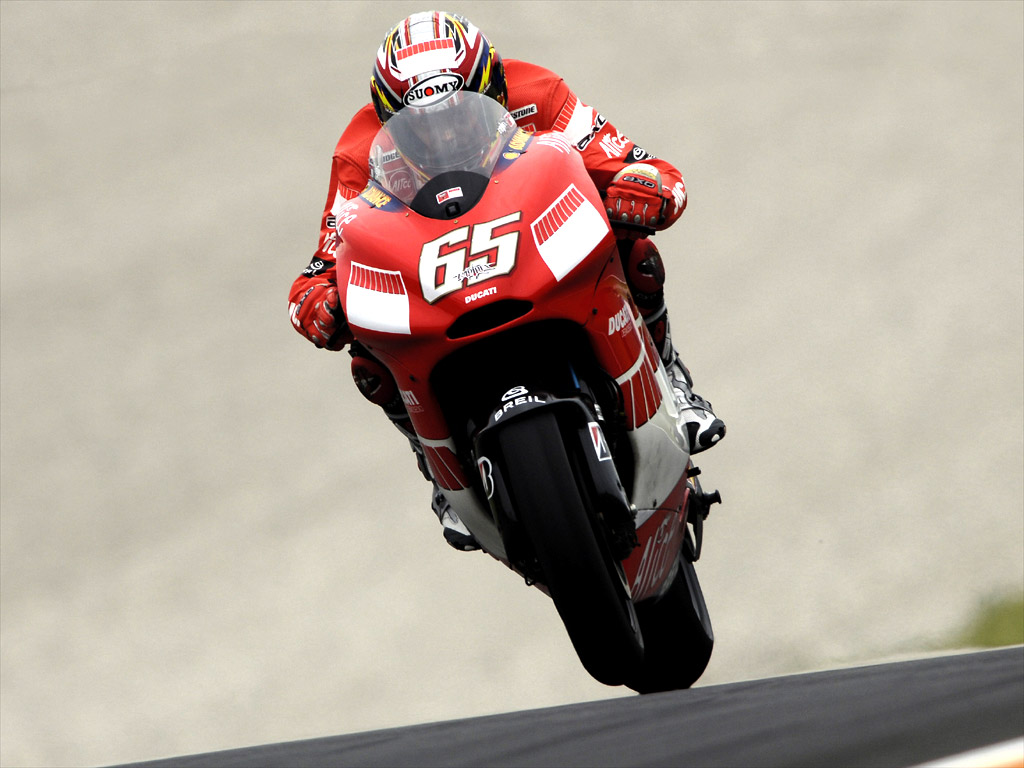
Loris Capirossi 2006

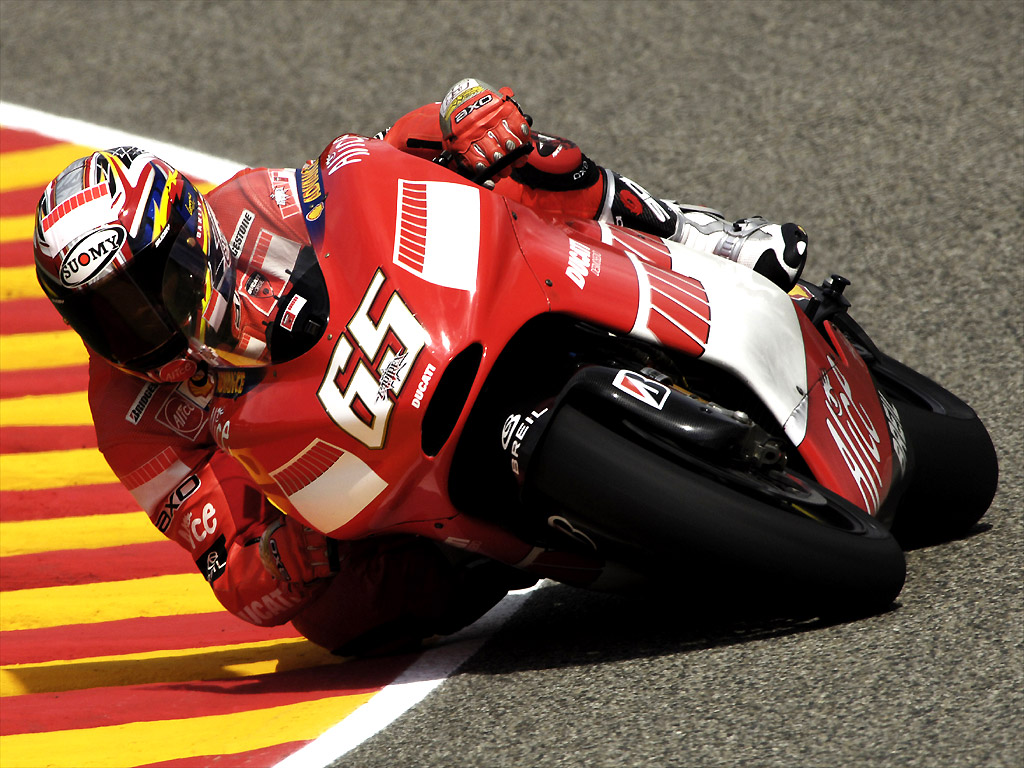
Loris Capirossi 2006

Zur Saison 2006 wurde der Vizeweltmeister der Jahre 2003 und 2004, der Spanier Sete Gibernau, als zweiter Fahrer neben Capirossi verpflichtet. Das Motorrad und auch die Bridgestone-Reifen zeigten wiederum eine Steigerung gegenüber dem Vorjahr, bereits beim ersten Saisonlauf im spanischen Jerez starteten Capirossi und Gibernau von den Plätzen eins und zwei. Capirex gewann das Rennen, Gibernau wurde, in aussichtsreicher Position liegend, von einem technischen Defekt gestoppt. Der Saisonbeginn lief vor allem für Capirossi sehr gut, er führte sogar zeitweise die WM-Wertung an. Beim Grand Prix von Katalonien ereignete sich dann ein schwerer Unfall zwischen den beiden Teamkollegen. Gibernau fuhr kurz nach dem Start auf Capirossi auf und beide stürzten so schwer, dass sie im Krankenhaus behandelt werden mussten. Der Spanier zog sich einen Schlüsselbeinbruch zu und konnte an den nächsten beiden Rennen nicht teilnehmen, Capirossi erlitt Prellungen im Brustbereich und bestritt die nächsten beiden Läufe unter größten Schmerzen und fiel deshalb in der Gesamtwertung zurück. Als Ersatzfahrer für Gibernau sprang der Deutsche Alex Hofmann ein, der sonst im Ducati-Kundenteam D'Antin MotoGP fuhr. In der zweiten Saisonhälfte erstarkte Capirex wieder und konnte die Grand Prix von Tschechien in Brünn und Japan, vor allem dank der dort sehr gut funktionierenden Bridgestone-Reifen, gewinnen. Beim vorletzten Saisonlauf in Portugal verletzte sich Gibernau unverschuldet bei einem Sturz, der ironischerweise von seinem späteren Nachfolger Casey Stoner verursacht wurde. Er wurde beim letzten Rennen, dem Großen Preis von Valencia in Valencia von Troy Bayliss ersetzt, der 2006 auf Ducati FIM-Superbike-Weltmeister geworden war und sozusagen als Belohnung dafür das letzte Rennen der 990-cm³-Maschine bestreiten durfte. Bei diesem Grand Prix fuhr Bayliss vor Capirossi einen Start-Ziel-Sieg ein und das Team konnte seinen ersten Doppelsieg im MotoGP feiern. Loris Capirossi belegte in der Gesamtwertung mit 23 Punkten Rückstand auf Weltmeister Nicky Hayden den dritten Platz. Sete Gibernaus Arbeitsvertrag wurde nicht verlängert, worauf hin der Spanier seine Rennfahrerkarriere beendete. Mit den vier MotoGP-Laufsiegen und der gewonnenen Superbike-WM war die Saison 2006 für Ducati die erfolgreichste, die ein europäischer Hersteller in der Geschichte des Motorradrennsports jemals hatte.

#### 2007

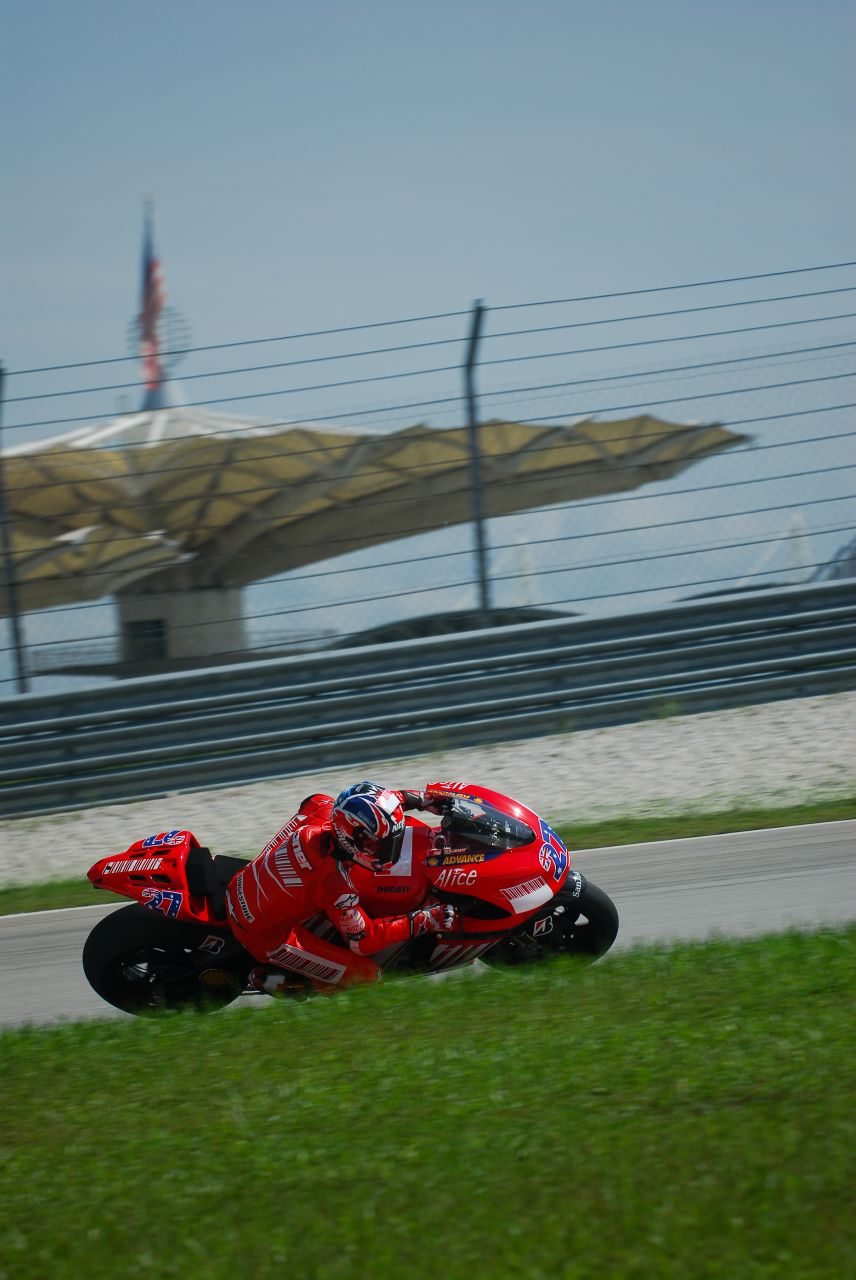
Casey Stoner auf Ducati bei Vorsaisontests 2007 in Sepang

Ab der Saison 2007 erlaubte das technische Reglement nur noch 800 cm³ Hubraum statt vorher 990 cm³. Dies machte für alle Hersteller die Entwicklung völlig neuer Motorräder notwendig. Ducati blieb dem 90°-V4-Konzept treu, allerdings mit konventioneller Zündfolge, und testete als erster Hersteller offiziell die neue Maschine. Als Nachfolger für Sete Gibernau wurde der 21-jährige Australier Casey Stoner verpflichtet.
Stoner, der in der vorangegangenen Saison noch als Bruchpilot verschrien war, gewann zehn der 18 ausgetragenen Rennen und krönte sich bereits im viertletzten Rennen, dem Grand Prix von Japan, zum Weltmeister. Im folgenden Rennen in Australien holte das Duo Stoner/Capirossi mit einem Doppelsieg Ducati außerdem die Weltmeistertitel in der Team- und in der Konstrukteurswertung. Loris Capirossi kam bis zur Saisonmitte nicht mit der 800-cm³-Maschine zurecht. Er hatte vor allem mit der, für seinen Geschmack, zu abrupten Leistungsentfaltung des Motors Probleme. In der zweiten Saisonhälfte wurde die Motorcharakteristik seinen Wünschen angepasst, Capirex erstarkte daraufhin wieder und konnte beim Lauf in Japan einen Sieg feiern. Er schloss die Saison als Siebter der Gesamtwertung ab.
Die Desmosedici GP7 stellte sich besonders zu Saisonbeginn als leistungsmäßig derartig überlegen heraus, dass die Ducati-Piloten ihre Gegner auf den Geraden förmlich stehen ließen. Durch die Verwendung der Desmodromik erreichte die Maschine Drehzahlen von bis zu 19.000/min und eine Mehrleistung von etwa 20 PS. Valentino Rossi meinte nach dem Grand Prix von China dazu: „In meiner ganzen Karriere habe ich noch nie ein Motorrad gesehen, das so viel stärker war als alle anderen.“

#### 2008

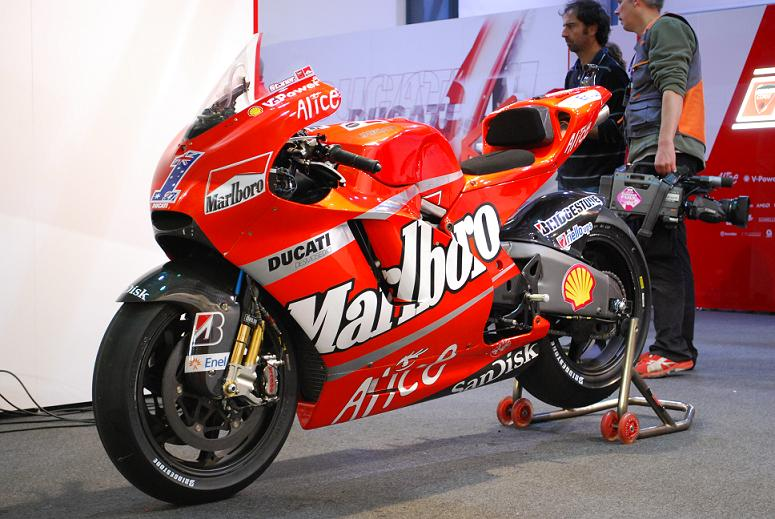
Stoners Desmosedici GP8 der Saison 2008

Zur Saison 2008 verließ Loris Capirossi nach fünf Jahren das Team. Bereits im November 2006 hatte man sich mit Marco Melandri auf einen Vertrag geeinigt. Dieser war an die Bedingung geknüpft, dass er nach dem Großen Preis der USA 2007 unter den besten fünf der WM-Gesamtwertung liegen musste, was der Fall war.

#### 2009
Neben Casey Stoner trat 2009 der Ex-Honda-Fahrer und MotoGP-Weltmeister von 2006, Nicky Hayden, auf der Ducati an. Der anfangs als Titelkandidat gehandelte Casey Stoner wurde WM-Vierter. Aufgrund von Müdigkeit und Unwohlsein, herbeigeführt durch eine Laktoseintoleranz, konnte er an drei Rennen nicht teilnehmen. Hayden belegte im Schlussklassement den 13. Platz.

### 2010er Jahre
Zur Saison 2010 wechselte Mika Kallio in die neu geschaffene Moto2-Klasse, womit noch Casey Stoner und Nicky Hayden als Fahrer übrig blieben. Stoner konnte drei Siege herausfahren und wurde Vierter der Gesamtwertung. Hayden belegte den siebten Meisterschaftsrang.
2011 wechselte Casey Stoner ins Repsol Honda Team und wurde durch den neunfachen Weltmeister Valentino Rossi ersetzt. Beide Piloten beschwerten sich über das mangelnde Handling am Vorderrad der Ducati. Besonders Rossi bemerkte, dass er das Vorderrad nicht fühlen könne. Zum Saisonende standen für Rossi und Hayden nur eine Podiumsplatzierung und Rang sieben bzw. acht in der Fahrerwertung zu Buche.
Ducati ging 2012 mit derselben Fahrerpaarung wie im Vorjahr an den Start. Die Fahrer klagten weiterhin über das schlechte Handling in Kurven und beim Anbremsen. In Le Mans überholte Valentino Rossi kurz vor Schluss Casey Stoner auf der Honda und sicherte sich den zweiten Platz. Nach einem weiteren Podiumsplatz verdichteten sich die Gerüchte, dass er nach der Saison zurück zu Yamaha wechseln wolle. Als sich dies bestätigte, verpflichtete Ducati für 2013 Andrea Dovizioso von Tech 3.
In der Saison 2013 ging das Ducati-Werksteam mit der Fahrerpaarung Andrea Dovizioso / Nicky Hayden an den Start. In dieser Saison konnte kein einziger Podiumsplatz, Pole-Position oder eine schnellste Runde erzielt werden.
2014 setzte sich das Ducati-Werksteam aus der Fahrerpaarung Andrea Dovizioso / Cal Crutchlow zusammen. Außerdem wurde mit Luigi Dall’Igna ein neuer Teamchef engagiert. Als Neuerung hatte Ducati sich für diese Saison entschieden, im sogenannten Open-Format zu starten. Andrea Dovizioso holte im zweiten Saisonrennen (Grand Prix of The Americas) mit dem dritten Platz das erste Podium seit 2012. Den Aufwärtstrend konnte Dovizioso beim achten Lauf in Assen bestätigen. Dort belegte er den zweiten Platz. Crutchlow holte das dritte Podium dieser Saison beim 14. Lauf in Aragón. Am Saisonende wurde Dovizioso Fünfter und Crutchlow 13. der Gesamtwertung.
Nach einem Jahr bei Ducati verließ Cal Crutchlow zur Saison 2015 das Team in Richtung LCR. Für ihn kam Andrea Iannone neu ins Team. Die Maschine für dieses Jahr war die GP15. Im Gegensatz zum vorigen Jahr war Dall’Igna von Beginn an der Entwicklung der Maschine beteiligt.
2016 konnte Ducati mit Andrea Iannone beim Großen Preis von Österreich in Spielberg nach sechs Jahren wieder einen Sieg feiern (sowie den ersten Doppelsieg seit knapp neun Jahren, da Dovizioso Zweiter wurde). Des Weiteren sorgte eine von Iannone verschuldete Kollision der Teamkollegen in Argentinien für Aufregung. Im weiteren Saisonverlauf gewann auch Dovizioso mit dem Sieg beim Großen Preis von Malaysia ein Rennen, was seinen ersten Sieg seit sieben Jahren darstellte.
Zur Saison 2017 kam Jorge Lorenzo ins Team und ersetzte Andrea Iannone, der ins Suzuki-Werksteam wechselte. Lorenzo blieb in dieser Saison erstmals in seiner Karriere sieglos und wurde Gesamtsiebter mit drei Podestplätzen. Dovizioso gewann sechs Rennen, kämpfte bis zum letzten Rennen um die WM gegen Marc Márquez und wurde Vizeweltmeister. In der Konstrukteurswertung konnte sich Ducati auf Platz zwei hinter Honda verbessern. Das Saisonhighlight für das Team war der Große Preis von Malaysia, als Dovizioso und Lorenzo Ducati zu einem Doppelsieg führten.

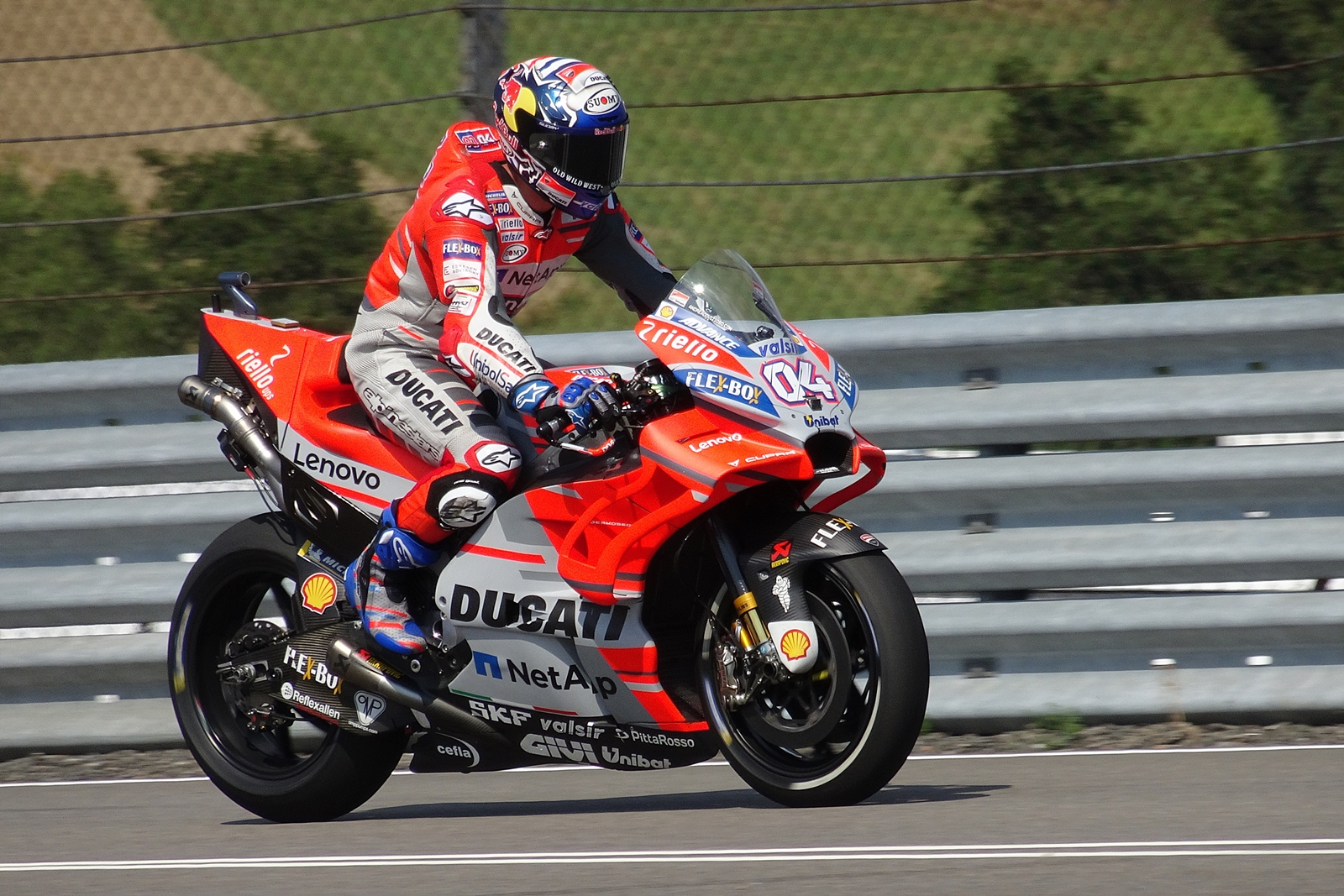
Andrea Dovizioso auf der GP18 während des Deutschland-Grand-Prix

In der Saison 2018 gewann Dovizioso vier Rennen und wurde erneut Vizeweltmeister. Lorenzo gewann drei Rennen, musste jedoch auf mehrere Stürze und Verletzungen durchmachen und fiel auf Gesamtrang neun zurück. Die sieben Saisonsiege beinhalteten auch zwei Doppelsiege. Zudem konnte man sich auch in der Teamwertung nun auf den zweiten Platz verbessern, was die beste Gesamtplatzierung seit dem Titelgewinn 2007 darstellte.
2019 wurde Lorenzo nach dessen Wechsel zu Repsol-Honda durch Danilo Petrucci ersetzt. In diesem Jahr konnte man zwar nur noch drei Siege feiern (zwei durch Dovizioso und einen durch Petrucci), dennoch führte man bis zum letzten Rennen die Team-WM an, verlor sie dort allerdings an Repsol Honda. Dovizioso wurde zum dritten Mal in Folge Vizeweltmeister, Petrucci Sechster.

### 2020er Jahre

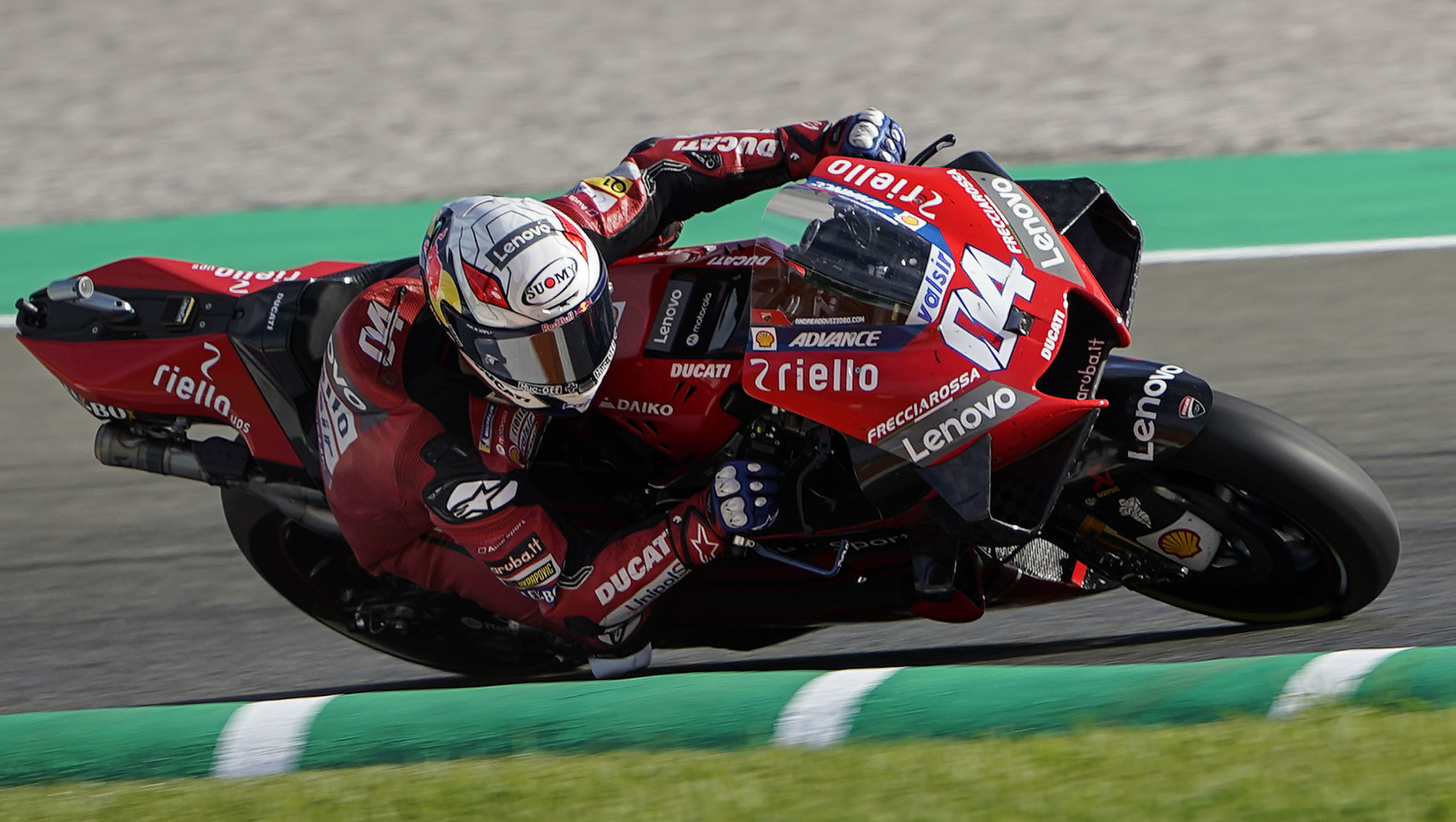
Andrea Dovizioso auf der Desmosedici GP20 während des Europa-Grand Prix-in Valencia

In der Saison 2020 blieb die Fahrerpaarung gleich. Noch vor dem Saisonbeginn, der sich aufgrund der COVID-19-Pandemie auf den 19. Juli verzögerte, wurde bekannt gegeben, dass 2021 Jack Miller ins Team wechseln wird, während Petrucci zu Tech 3 wechselt. Ebenso wurde im Rahmen des Großen Preises der Steiermark verkündet, dass Doviziosos Vertrag am Saisonende nicht verlängert wird. An seine Stelle rückte Francesco Bagnaia.
2021 fuhren Francesco Bagnaia und Jack Miller für das Werksteam. Außerdem wurde mit Lenovo ein neuer Titelsponsor präsentiert. In der WM unterlag Bagnaia Fabio Quartararo auf Yamaha und wurde Vizeweltmeister. Miller wurde WM-Vierter.
Auch 2022 blieb die Fahrerpaarung gleich. Francesco Bagnaia holte nach einer außergewöhnlichen Aufholjagd in der zweiten Saisonhälfte den ersten Fahrertitel für Ducati seit Casey Stoner 2007. Jack Miller verließ das Team Ende der Saison als WM-Fünfter in Richtung KTM. Für ihn wurde Enea Bastianini von Gresini Racing verpflichtet.

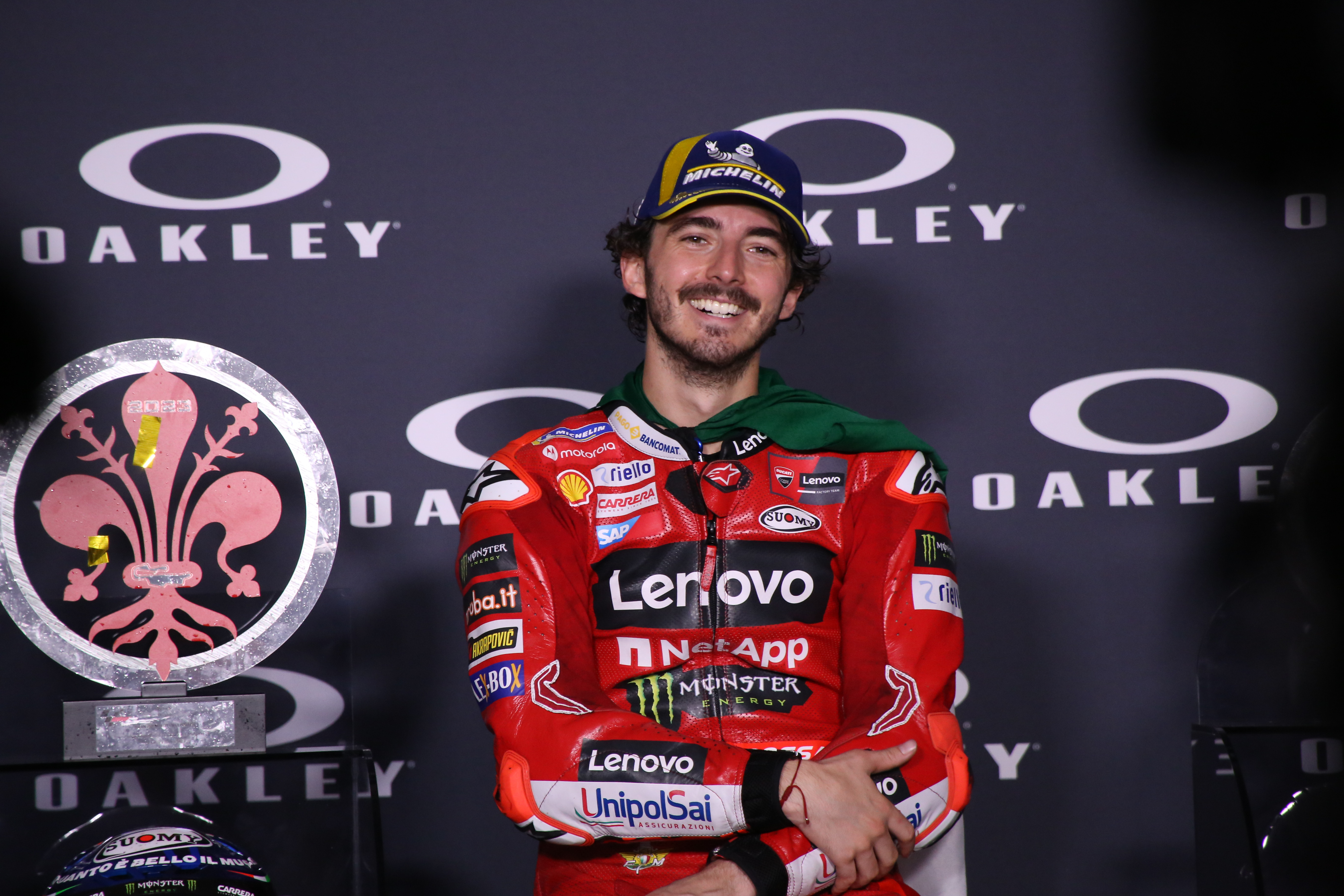
Weltmeister 2022 und 2023 auf Ducati: Francesco Bagnaia

In der Saison 2023 starteten mit Francesco Bagnaia und Enea Bastianini zwei Italiener auf der Desmocedici GP23. Bagnaia setzte sich gegen die interne Konkurrenz in Form von Jorge Martín durch und wurde zum zweiten Mal Weltmeister in der MotoGP. Teamkollege Bastianini hatte Verletzungspech und musste 9 der 20 Rennen auslassen.

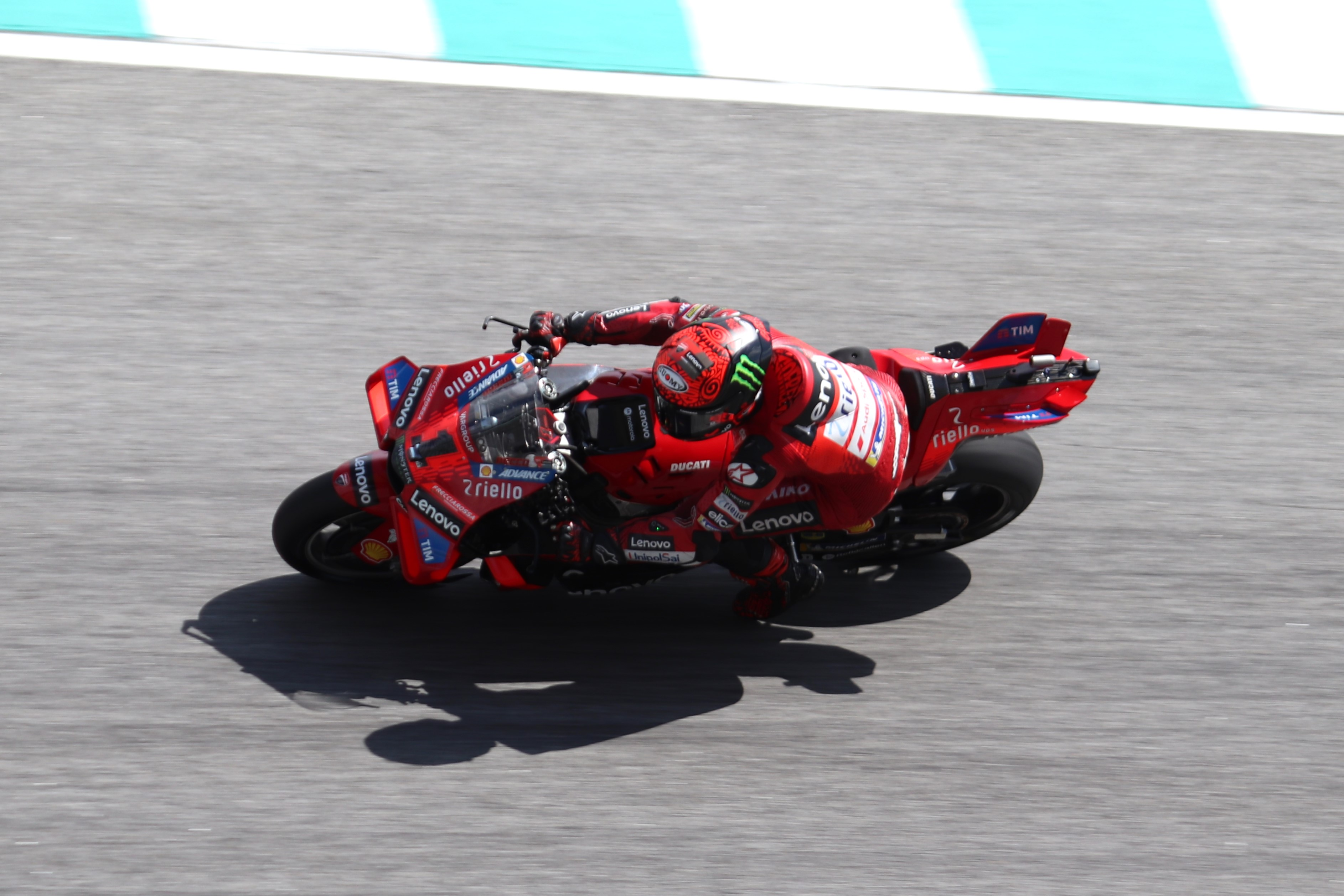
Francesco Bagnaia auf der Desmosedici GP24 während des Großen Preises von Malaysia 2024

Im Jahr 2024 war die Desmocedici GP24 das dominierende Bike. Beide Fahrer zusammen gewannen 13 der 20 Rennen, wovon Francesco Bagnaia allein 11 gewann. Als härteste Konkurrenz stellte sich zum zweiten Mal Jorge Martín heraus. Bagnaia musste sich ihm am Ende der Saison mit 10 Punkten um den WM-Titel geschlagen geben und wurde Vizeweltmeister. Zusammen mit Bastianini sicherte sich das Team jedoch die Weltmeisterschaft. Im Zuge des Grand Prix von Italien in Mugello wurde die Verpflichtung von Marc Márquez bekannt gegeben. Im Zuge dieses Transfers musste Bastianini am Saisonende als WM-Vierter seinen Platz räumen und wechselte zu Tech 3 KTM.
Zur Saison 2025 bekam Bagnaia mit Marc Márquez seinen dritten Teamkollegen im Werksteam. Im Zuge seines verlorenen Weltmeistertitels trägt er nun wieder seine Startnummer 63 anstatt der 1, wie er sie die beiden Jahre zuvor trug. Marc Márquez stellte mit seinem fünften Sieg in Folge am Automotodrom Brno in Tschechien einen neuen Rekord als Ducati-Pilot auf. Nach 12 von 22 gefahrenene Rennen führt Márquez die WM mit insgesamt 8 Siegen an. Bagnaia ist WM-Dritter mit einem Sieg.

## Statistik
(Stand: Großer Preis von Österreich, 17. August 2025)
| Saison | Motorrad                | Startnummer | Fahrer            | Rennen | Siege | Podien | Poles | schn. Runden | Punkte | WM-Platz    |
| ------ | ----------------------- | ----------- | ----------------- | ------ | ----- | ------ | ----- | ------------ | ------ | ----------- |
| 2003   | Ducati Desmosedici GP3  | 12          | Troy Bayliss      | 16     | —     | 3      | —     | —            | 128    | 6.          |
| 2003   | Ducati Desmosedici GP3  | 65          | Loris Capirossi   | 16     | 1     | 6      | 3     | 1            | 177    | 4.          |
| 2004   | Ducati Desmosedici GP4  | 12          | Troy Bayliss      | 16     | —     | 1      | —     | —            | 71     | 14.         |
| 2004   | Ducati Desmosedici GP4  | 65          | Loris Capirossi   | 16     | —     | 1      | —     | 1            | 117    | 9.          |
| 2005   | Ducati Desmosedici GP5  | 7           | Carlos Checa      | 17     | —     | 2      | —     | —            | 138    | 9.          |
| 2005   | Ducati Desmosedici GP5  | 23          | Shin’ichi Itō     | 1      | —     | —      | —     | —            | —      | 28.         |
| 2005   | Ducati Desmosedici GP5  | 65          | Loris Capirossi   | 15     | 2     | 4      | 3     | 1            | 157    | 6.          |
| 2006   | Ducati Desmosedici GP6  | 12          | Troy Bayliss      | 1      | 1     | 1      | —     | —            | 25     | 19.         |
| 2006   | Ducati Desmosedici GP6  | 15          | Sete Gibernau     | 13     | —     | —      | 1     | —            | 95     | 13.         |
| 2006   | Ducati Desmosedici GP6  | 65          | Loris Capirossi   | 17     | 3     | 8      | 2     | 5            | 229    | 3.          |
| 2006   | Ducati Desmosedici GP6  | 66          | Alex Hofmann      | 3      | —     | —      | —     | —            | 7      | 17.         |
| 2007   | Ducati Desmosedici GP7  | 27          | Casey Stoner      | 18     | 10    | 14     | 5     | 6            | 367    | Weltmeister |
| 2007   | Ducati Desmosedici GP7  | 65          | Loris Capirossi   | 18     | 1     | 4      | —     | —            | 166    | 7.          |
| 2008   | Ducati Desmosedici GP8  | 1           | Casey Stoner      | 18     | 6     | 11     | 9     | 9            | 280    | 2.          |
| 2008   | Ducati Desmosedici GP8  | 33          | Marco Melandri    | 18     | —     | —      | —     | —            | 51     | 17.         |
| 2009   | Ducati Desmosedici GP9  | 27          | Casey Stoner      | 13     | 4     | 8      | 3     | 2            | 220    | 4.          |
| 2009   | Ducati Desmosedici GP9  | 36          | Mika Kallio       | 3      | —     | —      | —     | —            | 17     | 15.         |
| 2009   | Ducati Desmosedici GP9  | 69          | Nicky Hayden      | 17     | —     | 1      | —     | —            | 104    | 13.         |
| Saison | Motorrad                | Startnummer | Fahrer            | Rennen | Siege | Podien | Poles | schn. Runden | Punkte | WM-Platz    |
| 2010   | Ducati Desmosedici GP10 | 27          | Casey Stoner      | 18     | 3     | 9      | 4     | 3            | 225    | 4.          |
| 2010   | Ducati Desmosedici GP10 | 69          | Nicky Hayden      | 18     | —     | 1      | —     | —            | 163    | 7.          |
| 2011   | Ducati Desmosedici GP11 | 46          | Valentino Rossi   | 17     | —     | 1      | —     | 1            | 139    | 7.          |
| 2011   | Ducati Desmosedici GP11 | 69          | Nicky Hayden      | 17     | —     | 1      | —     | 1            | 132    | 8.          |
| 2012   | Ducati Desmosedici GP12 | 46          | Valentino Rossi   | 18     | —     | 2      | —     | 1            | 164    | 5.          |
| 2012   | Ducati Desmosedici GP12 | 69          | Nicky Hayden      | 18     | —     | —      | —     | —            | 122    | 9.          |
| 2013   | Ducati Desmosedici GP13 | 4           | Andrea Dovizioso  | 18     | —     | —      | —     | —            | 140    | 8.          |
| 2013   | Ducati Desmosedici GP13 | 69          | Nicky Hayden      | 18     | —     | —      | —     | —            | 126    | 9.          |
| 2014   | Ducati Desmosedici GP14 | 4           | Andrea Dovizioso  | 18     | —     | 2      | 1     | —            | 187    | 5.          |
| 2014   | Ducati Desmosedici GP14 | 35          | Cal Crutchlow     | 17     | —     | 1      | —     | —            | 74     | 13.         |
| 2015   | Ducati Desmosedici GP15 | 4           | Andrea Dovizioso  | 18     | —     | 5      | 1     | —            | 162    | 7.          |
| 2015   | Ducati Desmosedici GP15 | 29          | Andrea Iannone    | 18     | —     | 3      | 1     | 1            | 188    | 5           |
| 2016   | Ducati Desmosedici GP16 | 4           | Andrea Dovizioso  | 18     | 1     | 5      | 2     | 1            | 171    | 5.          |
| 2016   | Ducati Desmosedici GP16 | 29          | Andrea Iannone    | 14     | 1     | 4      | 1     | 2            | 112    | 9.          |
| 2017   | Ducati Desmosedici GP17 | 4           | Andrea Dovizioso  | 18     | 6     | 12     | —     | 2            | 261    | 2.          |
| 2017   | Ducati Desmosedici GP17 | 99          | Jorge Lorenzo     | 18     | —     | 3      | —     | —            | 137    | 7.          |
| 2018   | Ducati Desmosedici GP18 | 18          | Andrea Dovizioso  | 18     | 6     | 12     | 2     | 5            | 245    | 2.          |
| 2018   | Ducati Desmosedici GP18 | 99          | Jorge Lorenzo     | 14     | 3     | 4      | 4     | 2            | 134    | 9.          |
| 2018   | Ducati Desmosedici GP18 | 19          | Álvaro Bautista   | 4      | —     | —      | —     | —            | 13     | 12.         |
| 2019   | Ducati Desmosedici GP19 | 4           | Andrea Dovizioso  | 19     | 2     | 9      | —     | 1            | 269    | 2.          |
| 2019   | Ducati Desmosedici GP19 | 9           | Danilo Petrucci   | 19     | 1     | 3      | —     | —            | 176    | 6.          |
| Saison | Motorrad                | Startnummer | Fahrer            | Rennen | Siege | Podien | Poles | schn. Runden | Punkte | WM-Platz    |
| 2020   | Ducati Desmosedici GP20 | 4           | Andrea Dovizioso  | 14     | 1     | 2      | —     | —            | 135    | 4.          |
| 2020   | Ducati Desmosedici GP20 | 9           | Danilo Petrucci   | 14     | 1     | —      | —     | —            | 78     | 12.         |
| 2021   | Ducati Desmosedici GP21 | 43          | Jack Miller       | 18     | 2     | 5      | —     | —            | 181    | 4.          |
| 2021   | Ducati Desmosedici GP21 | 63          | Francesco Bagnaia | 18     | 4     | 9      | 6     | 4            | 252    | 2.          |
| 2022   | Ducati Desmosedici GP22 | 43          | Jack Miller       | 20     | 1     | 7      | 1     | 1            | 189    | 5.          |
| 2022   | Ducati Desmosedici GP22 | 63          | Francesco Bagnaia | 20     | 7     | 10     | 5     | 3            | 265    | Weltmeister |
| 2023   | Ducati Desmosedici GP23 | 1           | Francesco Bagnaia | 19     | 7     | 15     | 7     | 3            | 467    | Weltmeister |
| 2023   | Ducati Desmosedici GP23 | 23          | Enea Bastianini   | 11     | 1     | 1      | —     | 2            | 84     | 15.         |
| 2024   | Ducati Desmosedici GP24 | 1           | Francesco Bagnaia | 20     | 11    | 16     | 6     | 6            | 498    | 2.          |
| 2024   | Ducati Desmosedici GP24 | 23          | Enea Bastianini   | 20     | 2     | 9      | 1     | 3            | 386    | 4.          |
| 2025   | Ducati Desmosedici GP25 | 63          | Francesco Bagnaia | 13     | 1     | 7      | 1     | 1            | 221    | 3.          |
| 2025   | Ducati Desmosedici GP25 | 93          | Marc Márquez      | 13     | 9     | 10     | 78    | 7            | 418    | 1.          |
| Gesamt | Gesamt                  | Gesamt      | Gesamt            | 390    | 89    | 205    | 64    | 63           |        |             |

### Weltmeister
- 2007 –  Casey Stoner
- 2022 –  Francesco Bagnaia
- 2023 –  Francesco Bagnaia

### Team-WM-Ergebnisse
- 2003 – Dritter
- 2004 – Fünfter
- 2005 – Vierter
- 2006 – Dritter
- 2007 – Weltmeister
- 2008 – Dritter
- 2009 – Dritter
- 2010 – Dritter
- 2011 – Dritter
- 2012 – Vierter
- 2013 – Vierter
- 2014 – Dritter
- 2015 – Dritter
- 2016 – Dritter
- 2017 – Dritter
- 2018 – Zweiter
- 2019 – Zweiter
- 2020 – Vierter
- 2021 – Zweiter
- 2022 – Weltmeister
- 2023 – Zweiter
- 2024 – Weltmeister

### Grand-Prix-Siege
(Stand: Grand Prix von Österreich 2025)
| Saison | Rennen |
| ------ | --- |
| 2003   | Katalonien |
| 2005   | Japan Malaysia |
| 2006   | Spanien Tschechien Japan Valencia |
| 2007   | Katar Turkei China Volksrepublik Katalonien Vereinigtes Konigreich Vereinigte Staaten Tschechien San Marino Japan Australien Malaysia |
| 2008   | Katar Vereinigtes Konigreich Niederlande Deutschland Australien Valencia                                                              |
| 2009   | Katar Italien Australien Malaysia |
| 2010   | Aragonien Japan Australien |
| 2016   | Osterreich Malaysia |
| 2017   | Katar Italien Katalonien Vereinigtes Konigreich Japan Malaysia                                                                        |
| 2018   | Katar Italien Katalonien Tschechien Osterreich San Marino Valencia                                                                    |
| 2019   | Katar Italien Osterreich |
| 2020   | Osterreich Frankreich |
| 2021   | Spanien Frankreich Aragonien San Marino Portugal Valencia                                                                             |
| 2022   | Spanien Italien Niederlande Vereinigtes Konigreich Osterreich San Marino Japan Malaysia                                               |
| 2023   | Portugal Spanien Italien Niederlande Osterreich Indonesien Malaysia Valencia                                                          |
| 2024   | Katar Spanien Katalonien Italien Niederlande Deutschland Vereinigtes Konigreich Osterreich Emilia-Romagna Japan Thailand Malaysia     |
| 2025   | Thailand Argentinien USA-Texas Katar Aragonien Italien Niederlande Deutschland Tschechien Osterreich                                  |

## Verweise